# Ukraiinka, Simferopol
Ukraiinka (în ucraineană Українка) este un sat în comuna Perove din raionul Simferopol, Republica Autonomă Crimeea, Ucraina.

## Demografie
Componența lingvistică a localității Ukraiinka
     Tătară crimeeană (51,85%)
     Rusă (42,02%)
     Ucraineană (1,96%)
     Alte limbi (0,48%)
Conform recensământului din 2001, majoritatea populației localității Ukraiinka era vorbitoare de tătară crimeeană (51,85%), existând în minoritate și vorbitori de rusă (42,02%) și ucraineană (1,96%).